# Сергеєв Валерій Миколайович
Валерій Миколайович Сергеєв (рос. Валерий Николаевич Сергеев; 17 серпня 1938) — радянський і російський флотоводець, віце-адмірал (1990).
Один з тринадцяти повних кавалерів ордена «За службу Батьківщині у Збройних Силах СРСР».

## Життєпис
Народився в селі Ружино, нині в межах Лісозаводського міського округу Приморського краю Росії.
У 1959 році закінчив артилерійський факультет Тихоокеанського вищого військово-морського училища імені С. О. Макарова. З вересня того ж року — командир групи управління БЧ-2 ескадреного міноносця (ЕМ) «Величавий» 52-ї бригади ракетних міноносців 15-ї дивізії кораблів Тихоокеанського флоту (ТОФ).
З грудня 1959 року — командир групи управління БЧ-2 ЕМ «Запальний» 174-ї бригади ракетних міноносців ТОФ.
З лютого по серпень 1961 року — помічник командира батареї універсального калібру легкого крейсера «Адмірал Лазарєв». З серпня 1961 року — командир башти дивізіону головного калібру, командир групи управління дивізіону універсального калібру на тому ж крейсері.
З вересня 1964 року — командир БЧ-2 ЕМ «Вагомий» 175-ї бригади ракетних крейсерів.
З листопада 1968 по липень 1969 року — слухач Вищих спеціальних офіцерських класів ВМФ (м. Ленінград).
З вересня 1969 року — флагманський артилерист, начальник ППО 202-ї бригади протичовнових кораблів ТОФ.
З жовтня 1971 року — старший помічник командира легкого крейсера «Дмитро Пожарський».
З жовтня 1973 року — командир великого протичовнового корабля «Владивосток».
З жовтня 1975 року — командир легкого крейсера «Дмитро Пожарський».
З березня 1979 року — командир легкого крейсера «Олександр Суворов».
З жовтня 1981 по липень 1982 року — слухач Академічних курсів офіцерського складу при Військово-морській академії імені А. А. Гречко.
З липня 1982 року — командир 82-ї бригади кораблів резерву.
З січня 1983 по липень 1986 року — слухач Військово-морської академії імені А. А. Гречко (закінчив факультет заочного навчання з відзнакою).
Одночасно з січня 1983 року — командир 119-ї бригади надводних кораблів 17-ї оперативної ескадри ТОФ.
З березня 1985 року — начальник штабу — 1-й заступник командира, а з квітня 1987 року — командир 8-ї оперативної ескадри ВМФ.
З жовтня 1991 року — командир Керченсько-Феодосійської військово-морської бази — начальник 31-го Науково-випробувального центру ВМФ.
В грудні 1993 року віце-адмірал В. М. Сергеєв вийшов у запас.

## Нагороди
- Орден «За службу Батьківщині у Збройних Силах СРСР» 1-го ступеня (05.05.1989).
- Орден «За службу Батьківщині у Збройних Силах СРСР» 2-го ступеня (16.02.1982).
- Орден «За службу Батьківщині у Збройних Силах СРСР» 3-го ступеня (30.04.1975).
- Медалі.